# KZ Andromedae

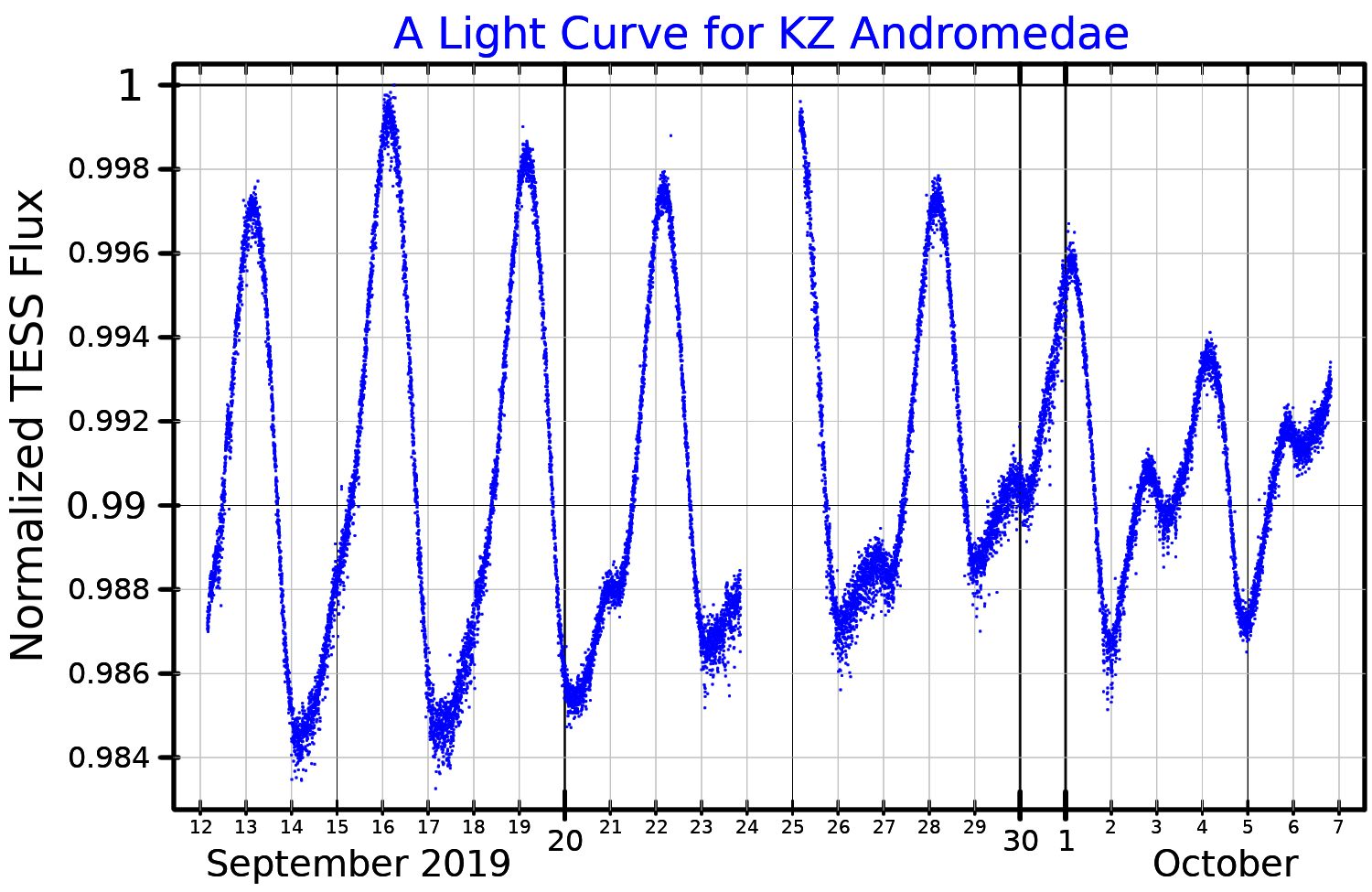
Curva ligera de KZ Andromedae,

KZ Andromedae (KZ And) es un sistema estelar en la constelación de Andrómeda.
De magnitud aparente media +7,93, se localiza visualmente a 1,5º al sur de 7 Andromedae.
Se encuentra a 77 años luz del sistema solar.

## Características
La estrella principal del sistema, KZ Andromedae A, es una enana amarilla de tipo espectral G5Ve.
Tiene una temperatura efectiva de 5741 K y gira sobre sí misma con una velocidad de rotación proyectada de 8 km/s.
Ligeramente menos masiva que el Sol —su masa es un 5% menor que la masa solar—, muestra una metalicidad comparable a la solar ([Fe/H] = -0,06).
Su edad se estima en 3300 millones de años.
KZ Andromedae A gira en torno a un sistema binario, KZ Andromedae B, formado a su vez por dos enanas naranjas, ambas de tipo K2V.
Cada una de las componentes de este subsistema tiene una temperatura aproximada de 4932 K.
Las masas respectivas son 0,74 y 0,70 masas solares.
Rotan muy deprisa, con velocidades de rotación proyectadas de 12,30 y 11,60 km/s.
El período orbital de esta binaria es de 3,033 días, estando el plano orbital inclinado 58º.
A su vez, KZ Andromedae A y la binaria KZ Andromedae B emplean 6272 años en dar una vuelta completa alrededor del centro de masas común.

## Variabilidad
KZ Andromedae B es una binaria que presenta actividad cromosférica.
Es una variable BY Draconis cuya amplitud de variación es de 0,08 magnitudes.
Estas estrellas emiten energía en forma de rayos X; en dicha región del espectro, la luminosidad de KZ Andromedae es de 15,22×1022 W, siendo unas de las 100 estrellas más brillantes en la región de rayos X situadas a menos de 50 pársecs de distancia.